# Venere nella grotta di Vulcano chiede le armi di Enea
Venere nella grotta di Vulcano chiede le armi di Enea è un dipinto di Giambattista Tiepolo, eseguito con la tecnica dell'olio su tela. Fa parte della J. G. Johnson Collection, Filadelfia.
L'opera si basa sull'ottavo libro dell'Eneide, dove Venere chiede a Vulcano, suo sposo, di forgiare le armi per il figlio Enea, da lei generato con Anchise, in vista della guerra contro le popolazioni italiche guidate da Turno.